# Matthias Sammer
Matthias Sammer (Dresden, Alemanya, 5 de setembre de 1967), és un exfutbolista alemany que ocupava la posició de defensa.
Va néixer a l'antiga República Democràtica Alemanya. El 1976 va ingressar en el sistema juvenil del Dynamo Dresden, on es va formar com a futbolista, i el 1985 va debutar a nivell professional. Quan l'estat socialista va desaparèixer i es va integrar en l'Alemanya Federal, va marxar al VfB Stuttgart per dues temporades i va ser peça clau en la consecució de la Bundesliga de 1991-92. Després d'una breu estada a l'Inter de Milà, el 1993 va fitxar pel Borussia Dortmund i amb ells va aconseguir els títols més importants de la seva trajectòria, com ara la Lliga de Campions de 1996-97 i 2 vegades la Bundesliga. Va ser internacional absolut per la selecció de futbol d'Alemanya en 74 ocasions, 23 cops amb la RDA i 51 cops amb la RFA amb la qual es va proclamar campió d'Europa l'any 1996. A nivell individual va ser Pilota d'Or el 1996 i es va emportar el premi al Futbolista alemany de l'any el 1995 i 1996 .

## Trajectòria com a jugador

### Inicis a Dynamo Dresden
Va néixer a Dresden (llavors part de la República Democràtica Alemanya) el 5 de setembre de 1967, en el si d'una família amb experiència futbolística. El seu pare Klaus Sammer va ser un destacat migcampista del Dynamo Dresden en la dècada de 1970 i va aconseguir que el seu fill ingressés en les categories inferiors d'aquest club el 1976, quan tenia nou anys .
Va debutar amb el primer equip en la temporada 1985-86 sota les ordres del seu progenitor. Al principi va ser alineat a la davantera i va marcar 8 gols en 18 partits de la lliga nacional. Aquest mateix any també es va estrenar amb la selecció d'Alemanya Oriental. No obstant això, l'arribada a la banqueta d'Eduard Geyer el 1986 va provocar un canvi en la seva demarcació. Perquè els ariets Ulf Kirsten i Torsten Gütschow poguessin jugar junts, va decidir endarrerir la seva posició al centre del camp. La nova tàctica va resultar reeixida, ja que va mantenir els mateixos registres golejadors i es va fer amb un lloc en el combinat nacional .
El Dynamo Dresden es va proclamar campió de lliga en la temporada 1988-89 i va aconseguir les semifinals de la Copa de la UEFA, en què va ser eliminat pel VfB Stuttgart. Un any després va revalidar el títol de Lliga ia més va aconseguir la Copa de futbol de la RDA (FDGB - Pokal). El seu període d'esplendor va coincidir amb la caiguda del Mur de Berlín i l'inici de la reunificació alemanya, raó per la qual va poder negociar lliurement amb clubs d'Alemanya Federal. El millor posicionat per a aconseguir els seus serveis era el Bayer 04 Leverkusen, en què també van recalar Ulf Kirsten i Andreas Thom, però va acabar rebutjant la seva oferta.

### Carrera professional
A l'estiu previ a la temporada 1990-91 es va confirmar el seu fitxatge pel VfB Stuttgart. El jugador ja coneixia aquest club pel seu enfrontament a la Copa de la UEFA i va aconseguir un acord mesos abans de la reunificació. El seu entrenador Christoph Daum va situar en el migcampista perquè participés en tasques ofensives, i va quallar un bon debut amb 11 gols en 30 partits. A l'any següent va ser peça clau en l'equip que va aconseguir la Bundesliga 1991-92.
El 1992 va ser fitxat per l'Inter de Milà, aspirant al títol de la Sèrie A. Encara que va assumir la titularitat en els primers partits, una lesió el va apartar de l'onze inicial. A més no va ser capaç d'adaptar-se estil de vida italià. Al mercat hivernal va tornar al seu país per recalar al Borussia Dortmund, que va pagar 8 milions de marcs (aproximadament 4.250.000 d'euros) pel seu traspàs i li va igualar el salari que percebia a Milà. disputar 17 partits de la segona volta i va marcar 10 gols.
Amb el Borussia Dortmund va arribar als majors èxits de la seva carrera. A partir de la campanya 1993-94, l'entrenador Ottmar Hitzfeld li va donar la capitania i va retardar una vegada més la seva posició per reconvertirle en lliure, dotant al seu onze titular de més solidesa defensiva. La nova tàctica va funcionar; el seu equip va guanyar les Bundesligas de 1994-95 i 1995-96, ia nivell internacional va aixecar la Lliga de Campions de la UEFA 1996-97 després de derrotar en la final a la Juventus FC de Torí. A més, va formar part de la selecció alemanya que va guanyar l'Eurocopa 1996 davant la República Txeca.
La seva tasca en la consecució d'aquests títols va ser reconeguda pel món del futbol. Sammer va ser premiat amb la Pilota d'Or de 1996, vencent en les votacions a Ronaldo per tres punts de diferència. Es va convertir així en el primer defensa a aconseguir després Franz Beckenbauer el 1972. També va rebre el guardó al Futbolista alemany de l'any el 1995 i 1996. Mesos després de guanyar la Lliga de Campions va patir una lesió de genoll. Va arribar a sotmetre fins a cinc operacions quirúrgiques per intentar curar-se, però va sofrir diverses infeccions i només va poder jugar tres partits de lliga en la campanya 1997-98. Després d'aquest episodi es va retirar del futbol professional als 31 anys .

### República democràtica Alemanya
Sammer es va formar com a internacional en les categories juvenils d'Alemanya Oriental i va ser membre de la selecció absoluta entre 1986 i 1990. Va disputar 23 partits i va marcar sis gols. Va debutar oficialment el 19 de novembre de 1986, en un partit de classificació per a l'Eurocopa 1988 contra França que va tenir lloc a Zentralstadion de Leipzig. L'encarregat de donar-li aquesta oportunitat va ser el seleccionador Bernd Stange. A més va disputar gairebé tots els jocs de la Classificació per a la Copa Mundial de Futbol de 1990, si bé en cap dels dos casos es va ficar en la fase final. La seva última convocatòria va ser també el partit final de la història de la RDA, el 12 de setembre de 1990 davant Bèlgica a Brussel·les. Van guanyar 0:2 i ell va marcar els dos gols .

### Alemanya
Amb la selecció d'Alemanya ha disputat 51 partits i marcat vuit gols. Es va estrenar el 19 de desembre de 1989 en un amistós davant Suïssa celebrat a Stuttgart. L'onze inicial estava format pels campions del Mundial de 1990 i Sammer va esdevenir el primer jugador de l'Est que va ser alineat en el seleccionat unificat. Tres anys després va formar part del seleccionat que va assistir a l'Eurocopa 1992, perduda a la final contra Dinamarca. Només va estar present en una Copa Mundial de Futbol, l'edició de 1994. Va ser titular en la fase de grups i en els vuitens, però no va poder disputar els quarts de final per lesió. En ells els alemanys van ser eliminats per Bulgària.
Alemanya es va rescabalar d'aquestes derrotes amb la consecució de l'Eurocopa 1996, en la qual Sammer va exercir de lliure, mateixa posició que al Borussia Dortmund. La seva actuació va ser determinant no només la victòria continental, sinó per rebre la Pilota d'Or a final de l'any. Va marcar gol en el primer partit contra Rússia i el gol de la victòria contra Croàcia en quarts de final. Després de vèncer la final davant República Txeca va ser nomenat "Millor jugador del torneig". L'últim partit amb la «Mannschaft» el va jugar el 7 de juny de 1997, valedor per a la fase classificatòria del Mundial 1998, contra Ucraïna a Kíev. La greu lesió de genoll que va patir el va apartar de la llista de convocats per a la competència. Tot i que el seleccionador Berti Vogts tenia confiança cega en la seva tasca, Sammer va renunciar per molèsties físiques .

## Trajectòria com a entrenador i dirigent
Va seguir vinculat al Borussia Dortmund tot i la retirada, i a partir d'abril de 2000 va ser ajudant del tècnic Udo Lattek. Quan aquest es va retirar a final de juny, l'equip va confirmar que Sammer seria entrenador del primer equip per a la temporada 2000-01. En les quatre temporades que va romandre a la banqueta del Westfalenstadion va armar una plantilla aspirant al títol, però només va poder guanyar una lliga, l'any 2002-03. Al final, la directiva va decidir cessar-lo al juny de 2004. A continuació va tornar al VfB Stuttgart amb l'objectiu de classificar per a les competicions europees. Va finalitzar en cinquè lloc i va marxar el 3 de juny del 2005. Després d'un any sabàtic, l'1 d'abril de 2006 va assumir la direcció tècnica de la Federació Alemanya de Futbol amb un contracte per cinc anys. El lloc, de recent creació, implicava el desenvolupament de les seleccions juvenils, enfocat al descobriment de joves talents entre 11 i 18 anys, així com la incorporació de noves tècniques esportives en els entrenaments. Durant les sis temporades que va romandre allí va treballar al costat del seleccionador nacional Joachim Löw.
El 2 de juliol de 2012 va esdevenir el director esportiu del Bayern de Múnic.

## Clubs
| Club              | País     | Any       |
| ----------------- | -------- | --------- |
| Dynamo Dresden    | RDA      | 1985-1990 |
| VfB Stuttgart     | Alemanya | 1990-1992 |
| FC Inter de Milà  | Itàlia   | 1992-1993 |
| Borussia Dortmund | Alemanya | 1993-1998 |

## Palmarès
- 1 Eurocopa: 1996 (Alemanya)

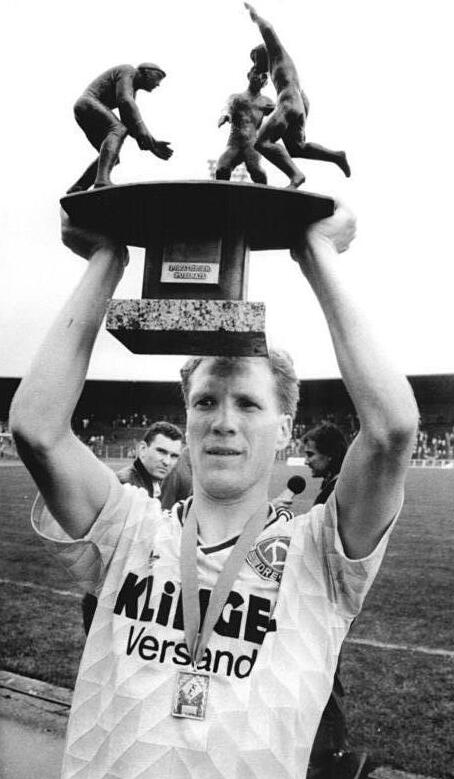
Matthias Sammer el 1990

- 1 Copa d'Europa de futbol: 1997 (Borussia Dortmund)
- 3 Lliga alemanya de futbol: 1992 (Stuttgart), 1995 i 1996 (Borussia Dortmund)
- 2 Supercopa alemanya de futbol: 1995 i 1996 (Borussia Dortmund)
- 2 Lliga de la RDA de futbol: 1989 i 1990 (Dynamo Dresden)
- 1 Copa de la RDA de futbol: 1990 (Dynamo Dresden)